# 聖讓蒙馬特教堂

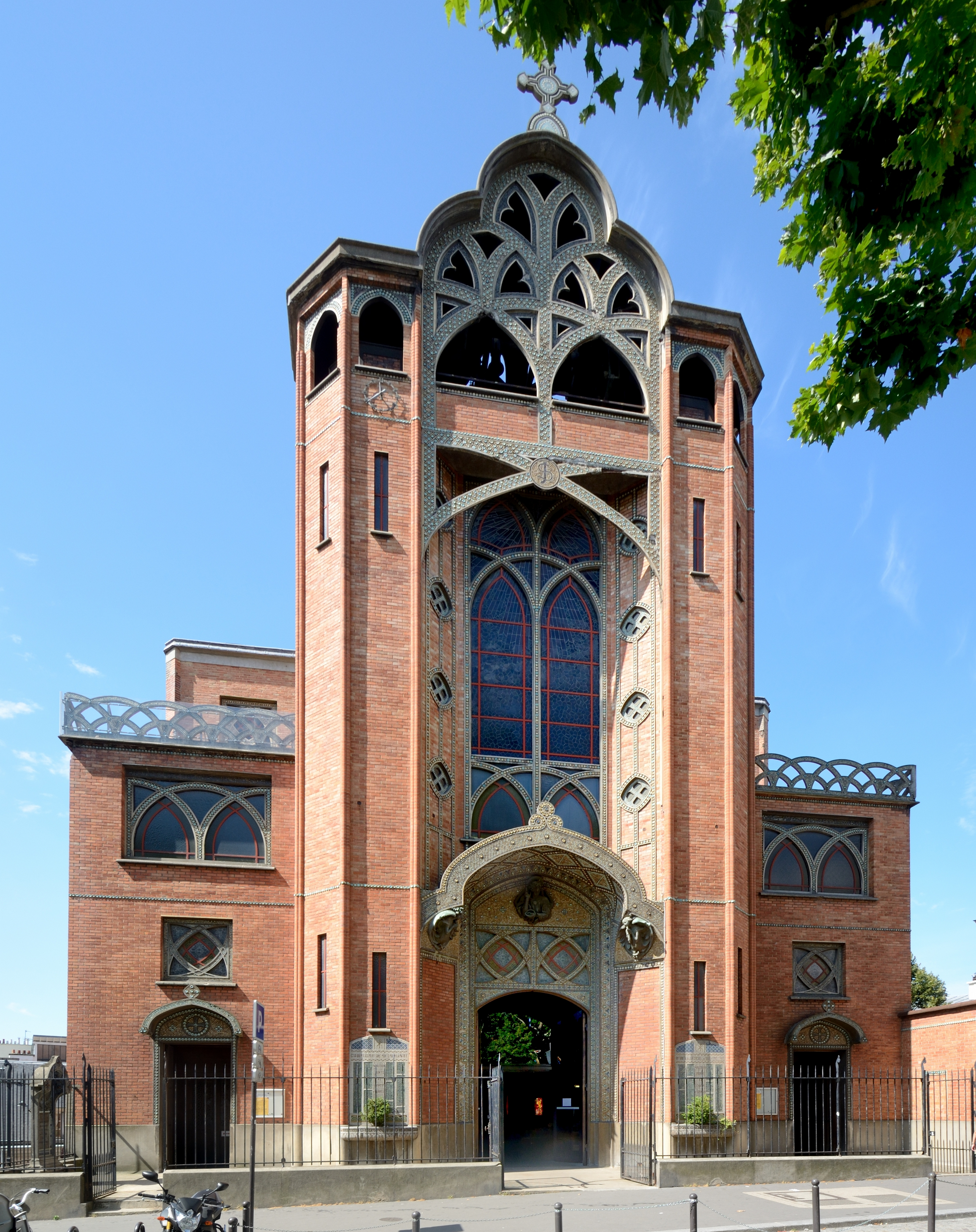

聖讓蒙馬特教堂（法語：Saint-Jean-de-Montmartre）是位於法國首都巴黎第18區的一家教堂。聖讓蒙馬特教堂地處蒙馬特山腳，修建於1894年至1904年期間。

## 外部連結
- Photo Gallery （页面存档备份，存于）
- To obtain the stoplist for this organ, as well as for all the organs of Paris （页面存档备份，存于）
- Parish website

48°53′02.78″N 02°20′16.38″E / 48.8841056°N 2.3378833°E